# Corruption en Hongrie

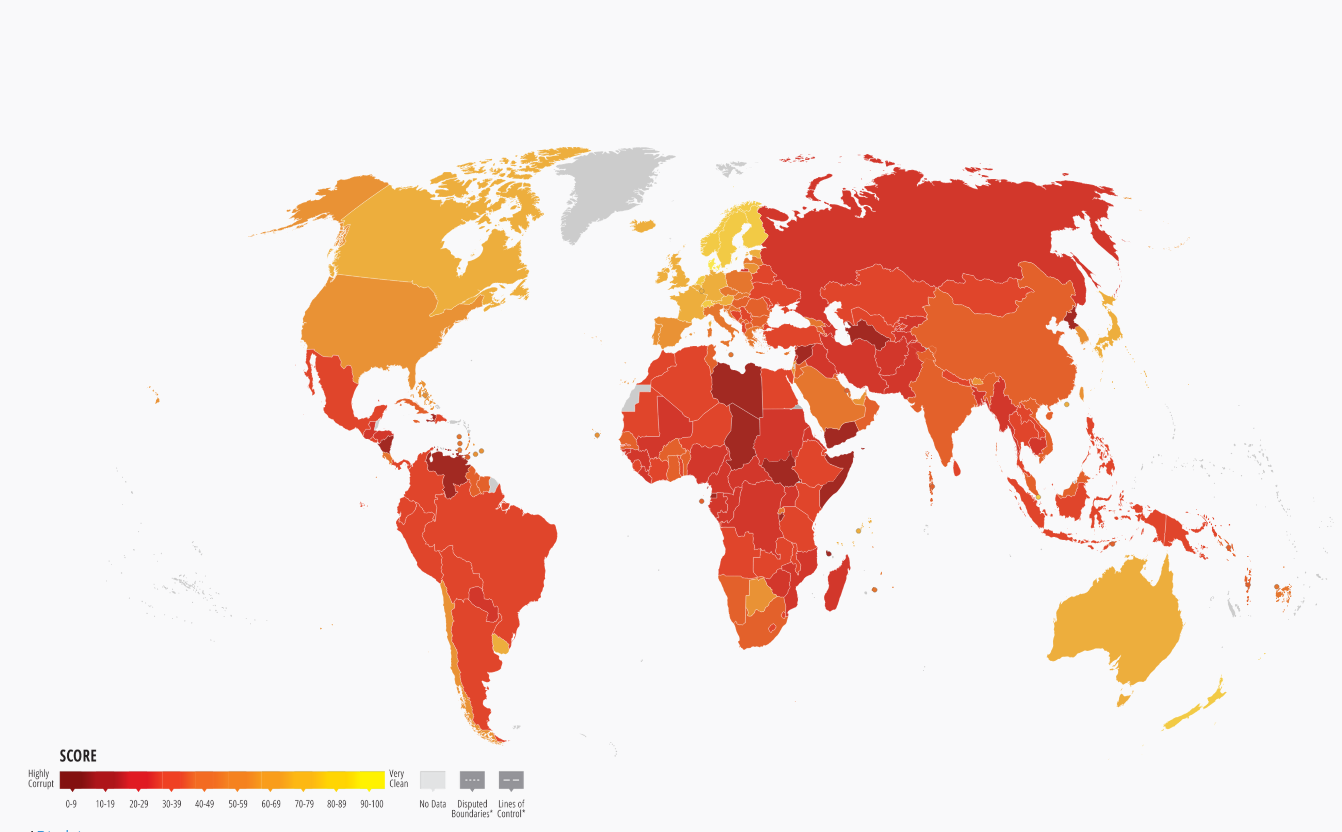
Carte des pays du monde selon leur indice de perception de la corruption en 2022.

La corruption en Hongrie est un phénomène économique et social qui reste d'une importance significative, la Hongrie se classant comme l'État membre le plus corrompu de l'Union européenne selon l'Indice de perception de la corruption publié par Transparency International. Le pays suit une trajectoire négative au sein de l'UE, passant entre 2012 et 2024 de la 12e à la 29e place.

## Sous le gouvernement de Viktor Orbán

### Affaiblissement des contre-pouvoirs
La corruption à laquelle la Hongrie est confrontée est attribuée au système mis en place par le Premier ministre Viktor Orbán. Le gouvernement, dominé par le parti Fidesz a modifié le système électoral hongrois, redessiné les circonscriptions électorales et éliminé les contre-pouvoirs mis en place au cours des deux précédentes décennies. Le système judiciaire lui-même a été remodelé, le régime ayant pris le contrôle total des institutions de l'État.
L'impact du régime de Viktor Orbán sur la corruption est illustré par l'évolution de la Hongrie vers un système de captation de l'État, qui implique qu'Orbán et le parti au pouvoir, le Fidesz, contrôlent systématiquement les institutions, les ressources et les prises de décision de l'État, les transformant ainsi en instruments de volonté politique et d'enrichissement personnel. À mesure que le pouvoir se consolide, Viktor Orbán et son cercle d'élites politiques contrôlent les flux de ressources, enracinant ainsi la corruption. 

### Irrégularité dans les marchés publics
Le cas des marchés publics en est la preuve. Des entreprises étroitement liées au premier ministre et au Fidesz se verraient souvent attribuer des marchés publics. Cette pratique non seulement contourne la concurrence loyale, mais permet également des détournements de fonds, ceux-ci étant souvent dirigés vers des personnes et des organisations politiquement connectées. De plus, le système entraîne des coûts gonflés et des inefficacités. La corruption systémique dans les marchés publics et au sein d'autres agences publiques est exacerbée par le clientélisme de masse, pratiqué par le régime pour consolider et conserver son soutien politique. Cela renforce le réseau de clientélisme et de copinage[non neutre], qui profite à une petite élite politiquement connectée, bénéficiant d'un accès ininterrompu au pouvoir et aux ressources du gouvernement central en échange de son soutien au gouvernement. Selon un organisme de surveillance anticorruption, « la corruption personnelle, fondée sur les relations, existe non seulement dans la Hongrie contemporaine, mais s'est amplifiée sous Orbán ». Cela se produit alors que le gouvernement adopte ouvertement le clientélisme de masse comme moyen d'obtenir un soutien politique.
Parmi les cas notables de corruption liée au clientélisme, on peut citer la politique hongroise d'« ouverture à l'Est », qui vise à resserrer les relations avec la Chine. Cette initiative est critiquée pour la corruption liée aux marchés publics qu'elle génèrerait. Un document d'orientation, par exemple, révèle que des projets bilatéraux avec la Chine ont enrichi les réseaux de Viktor Orbán, enracinant davantage la corruption. À mesure que le clientélisme se généralise, des ressources publiques telles que les programmes d'aide sociale sont également utilisées pour conditionner le soutien électoral, en particulier dans les régions économiquement vulnérables.

### Détournement de fonds européens
La Hongrie pratique également le détournement de fonds européens, comme dans le cas de l'aide d'un milliard d'euros que la Hongrie a perdue, gelée à la suite d'allégations de corruption, notamment dans le domaine des marchés publics. Un autre exemple notable concerne le Programme opérationnel pour le développement économique et l'innovation. Les subventions accordées lors des appels d'offres seraient manipulées par un réseau de corruption structuré comprenant de hauts fonctionnaires et des personnes morales, qui orchestreraient l'attribution des marchés publics.